# Queen Games

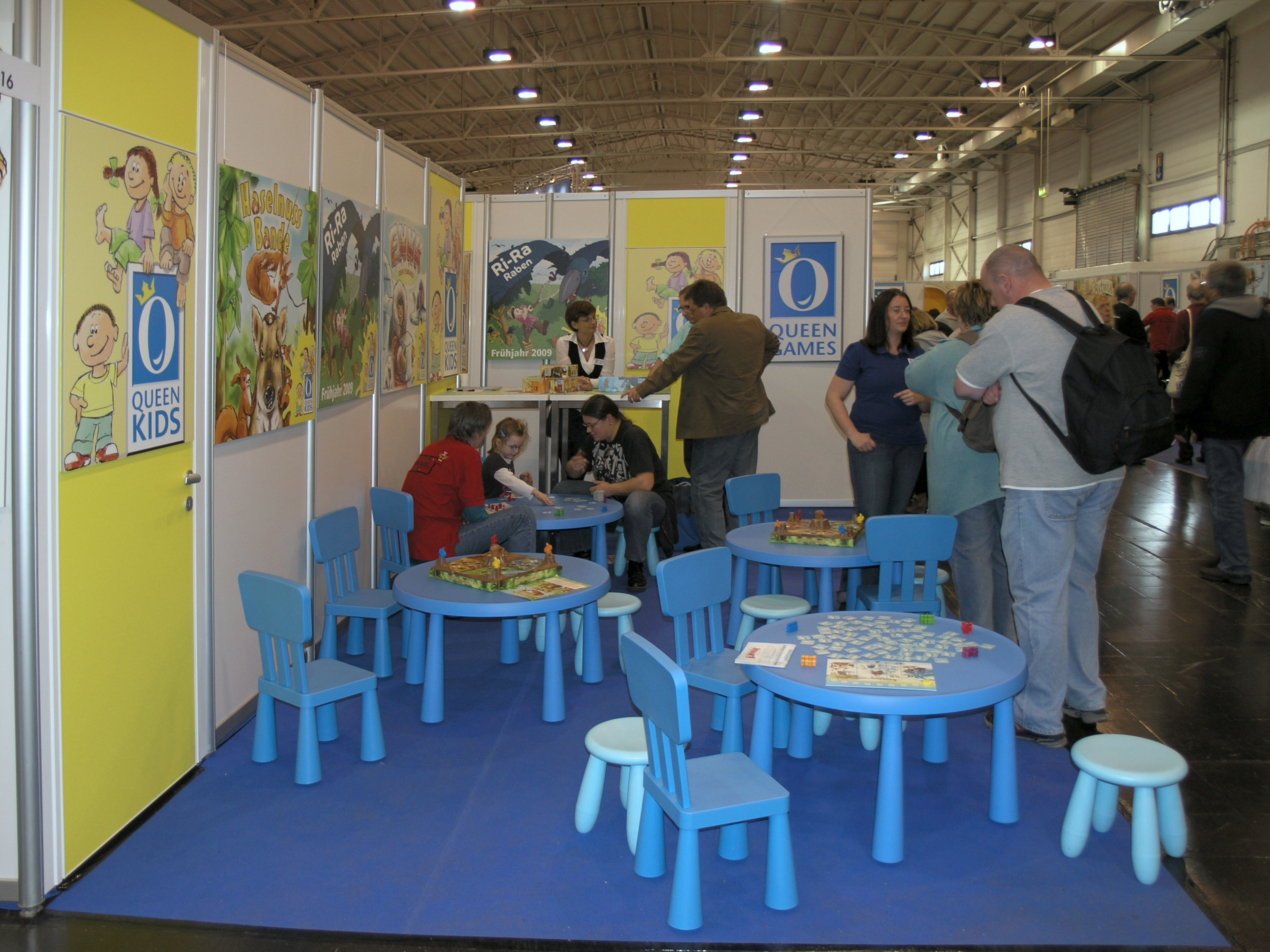
Queen-Games-Stand auf der Spiel 2008 in Essen

Queen Games GmbH ist ein 1992 gegründeter deutscher Spieleverlag in Troisdorf.

## Die Firma
1988 gründete Rajive Gupta die Firma „Queen-Carroms-Spielwaren GmbH“ zum Vertrieb und Herstellung des indischen Carrom-Spiels, 1992 folgte der Spieleverlag Queen Games.
Nach dem Bankrott des Laurin-Verlags 1993 übernahm Queen Games dessen Verlagsrechte, darunter Brettspiele und die Pen-&-Paper-Rollenspiele Mittelerde-Rollenspiel (MERS), Rolemaster und Cthulhu. Queen Games veröffentlichte in Lizenz Produkte von Iron Crown Enterprises (Rolemaster und MERS) auf dem deutschsprachigen Markt; inzwischen bestimmen eigene Brettspiele das Sortiment.
1997 erreichten zwei Spiele – Showmanager bzw. Expedition – den 3. und 8. Platz beim Deutschen Spiele Preis. Das Spiel Alhambra wurde 2003 Spiel des Jahres. 2010 wurde Fresko für diesen Preis nominiert und gewann den Deutschen Spiele Preis. Kingdom Builder von Donald X. Vaccarino gewann 2012 die Auszeichnung zum Spiel des Jahres.

## Brettspiele
Folgende Brettspiele sind im Verlag Queen Games erschienen (Spielname, Autor, Erscheinungsjahr):
- Showmanager, Dirk Henn, 1997 – 3. Platz Deutscher Spiele Preis
- Expedition, Wolfgang Kramer, 1997 – 8. Platz Deutscher Spiele Preis
- Die Händler, Wolfgang Kramer, Richard Ulrich, 1999 – 5. Platz Deutscher Spiele Preis
- Dschunke, Michael Schacht, 2002 – 3. Platz Deutscher Spiele Preis
- Wallenstein, 2002
- Metro, 2002
- Alhambra, Dirk Henn, 2003 – Spiel des Jahres und 2. Platz Deutscher Spielepreis
- Revolte in Rom, Stefan Feld, 2005
- Alhambra – Das Würfelspiel, Dirk Henn, 2006
- Aqua Romana, 2006 – Nominiert für Spiel des Jahres
- Der Dieb von Bagdad, Thorsten Gimmler, 2006
- Raubritter, Rüdiger Dorn, 2006
- Shogun, Dirk Henn, 2006
- Jenseits von Theben, 2007 – Nominiert für Spiel des Jahres
- Chicago Express, Harry Wu, 2008
- Batavia, D.Glimne und G.Rejchtman, 2008
- Colonia, Dirk Henn, 2009
- Spiel mit Lukas-Torjäger, Dirk Henn, 2010
- Alhambra – Das Kartenspiel, Dirk Henn, 2010
- Discover India, Günter Cornett und Peer Sylvester, 2010
- Fresko, 2010 – Deutscher Spiele Preis, Nominiert für Spiel des Jahres
- Kingdom Builder, Donald X. Vaccarino, 2012, Spiel des Jahres
- Escape - Der Fluch des Tempels, Kristian Amundsen Ostby, 2012
- Glüx, Jakob Andrusch, 2016
- Luxor, Rüdiger Dorn, 2018, Nominiert für Spiel des Jahres
- Powerline, 2022, Teil der Green-Planet-Reihe
- Hamburg, Stefan Feld, 2022, Teil der Stefan Feld City Collection
- Marrakesh, Stefan Feld, 2022, Teil der Stefan Feld City Collection (Einziges neu entwickeltes Spiel der City collection)

## Sonstige Spiele
- Mittelerde-Rollenspiel (MERS)
- Middle-earth Collectible Card Game (MECCG)
- Rolemaster